# Stefano Pinsone
Stefano Pinsone, född 9 oktober 2003 i Turin, är en italiensk roddare.

## Karriär
I juli 2022 vid U23-VM i Varese tog Pinsone silver tillsammans med Francesco Bardelli i lättvikts-tvåa utan styrman. I juli 2023 tog de återigen silver i lättvikts-tvåa utan styrman vid U23-VM i Plovdiv. I september 2023 tog de sitt första VM-guld tillsammans i lättvikts-tvåa utan styrman vid VM i Belgrad.